# Henrique III de Avaugour

Brasão de Armas da Casa de Avaugour

Henrique III de Avaugour (1250 ou 1247 – 21 de Novembro de 1301) foi um Cavaleiro medieval francês, visconde de Châtellerault e de Saint-Sauveur, foi barão de Elbeuf, Senhor de Harcourt, de La Saussaye, de Brionne, de Lillebonne entra várias outras terras francesas.

## Relações familires
Foi filho de Alain II de Avaugour (1227 ou 1224 – 1267), Barão Mayenne, e de Clemencia de Dinan. Casou em 1270 com Maria de Brienne (1255 – 13 de Março de 1329), dita de Beaumont, Senhora de Margon, filha de Luís de Brienne (1230 -?), visconde de Beaumont e de Inês de Beaumont-Maine (12 de Fevereiro de 1253 - 9 de Maio de 1301), de quem teve:
1. Henrique IV de Avaugour (1275 - ?) casou com Joana de Harcourt, filha de João III de Harcourt (? - 1329) e de Alice de Brabante (? - 1315).
2. João de Avaugour (1291 – 8 de Maio de 1340), Bispo de Saint Brieuc em 1320 transferido em 25 de abril de 1328 para Dol-de-Bretagne,
3. Guilherme de Avaugour (1280 -  1332), Senhor de Parc,
4. Inês de Avaugour (c. 1280 -?) casou com Alain de Rohan,
5. Branca de Avaugour (c. 1280 - ?) casou em 1312 com Guilherme de Harcourt, Senhor de Saussaye e de Elbeuf,
6. Margarida de Avaugour (c. 1280 -?) casou por duas vezes, a primeira com Geoffroy de Vaux e a segunda em 1296, embora o casamento tenha sido alterado em 16 de Março de 1297 com Guilherme V de Paynel, Senhor de Hambye.
7. Joana de Avaugour (c. 1280 - ?) casou com João Crespin, Senhor de Dangu,
8. Maria de Avaugour (c. 1280 - c. 1340)  casou em 1313 com João Tesson ( ? – decapitado em Halles de Paris a 3 de Abril de 1344), Senhor La Roche-Tesson em Cinglais,
9. Clemência Senhora de Correc desde 1343,
10. Lúcia foi freira na abadia de Maubuisson,
11. Aliénor foi freira também em Maubuisson